# William McArthur

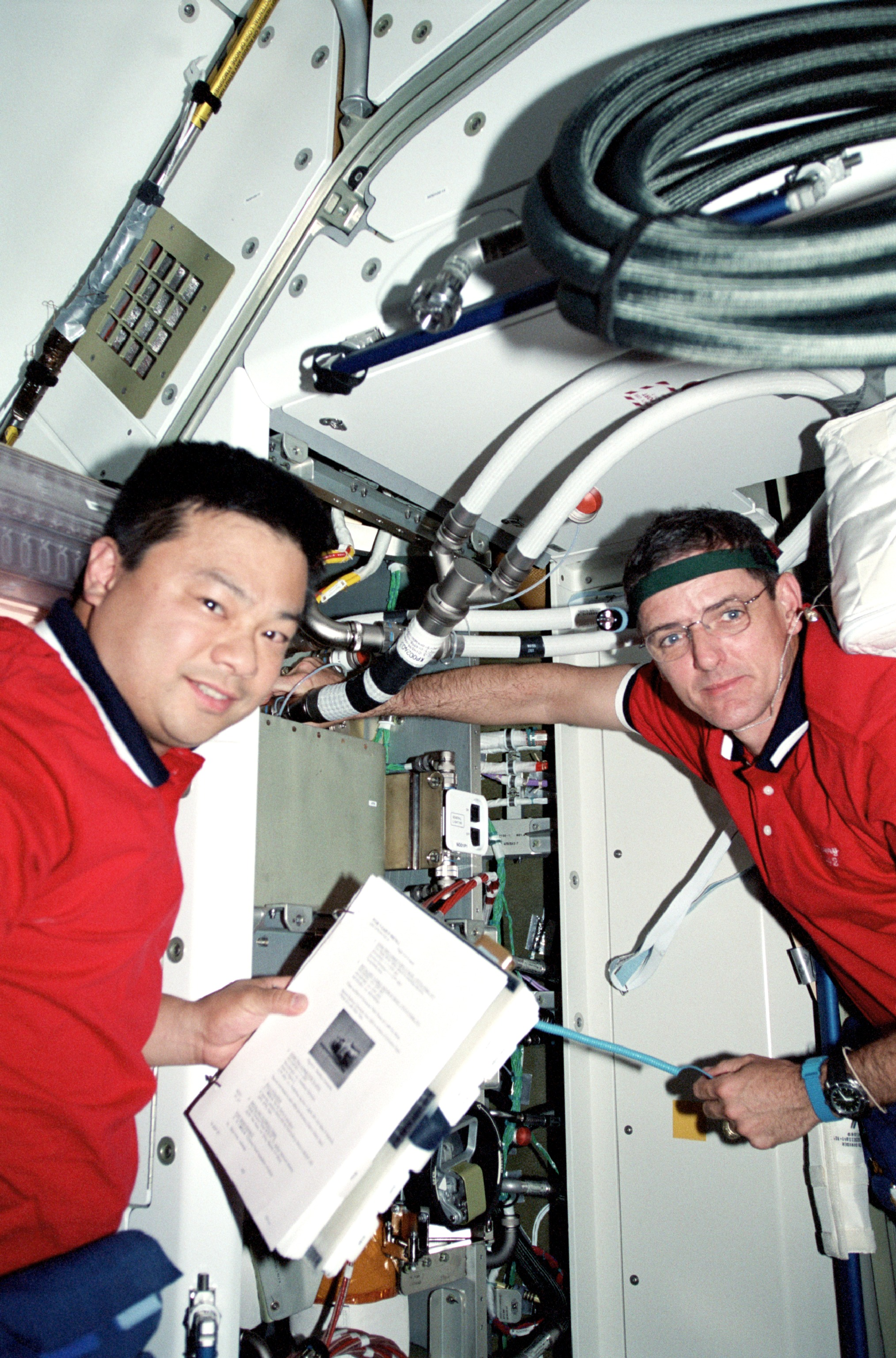
Misja STS-92 – Leroy Chiao (z lewej)
i William McArthur na pokładzie ISS

William Surles McArthur Jr. (ur. 26 lipca 1951 w Laurinburgu w stanie Karolina Północna) – amerykański astronauta, pilot wojskowy, inżynier, pułkownik United States Army.

## Wykształcenie i służba wojskowa
- 1969 – ukończył szkołę średnią w Red Springs (Red Springs High School) w Karolinie Południowej.
- 1973 – absolwent Akademii Wojskowej w West Point.
- 1973–1975 – służył w 82. dywizji powietrznodesantowej (82nd Airborne Division) w bazie lotniczej Fort Bragg w Karolinie Północnej.
- 1976 – ukończył szkołę lotniczą armii amerykańskiej (US Army Aviation School).
- 1976–1978 – służył w 2. dywizji piechoty (2nd Infantry Division) stacjonującej w Korei Południowej.
- 1978 – otrzymał przydział do 24. bojowego batalionu lotniczego (24th Combat Aviation Battalion) w Savannah w Georgii. Pełnił tam m.in. funkcje dowódcy kompanii i oficera operacyjnego.
- 1983 – ukończył Georgia Institute of Technology, otrzymując magisterium w dziedzinie inżynierii lotniczej.
- 1983–1986 – był adiunktem na Wydziale Mechaniki (Department of Mechanics) Akademii Wojskowej w West Point.
- Czerwiec 1987 – ukończył kurs w Szkole Pilotów Doświadczalnych (US Naval Test Pilot School) w bazie lotniczej Patuxent River w stanie Maryland.
- Ukończył ponadto kurs spadochronowy (Army Parachutist Course) oraz Kolegium Dowodzenia i Sztabu Generalnego (United States Army Command and General Staff College).
- 1987 – jako inżynier został skierowany do Centrum Lotów Kosmicznych im. L. Johnsona (JSC).
- 2001 – zakończył czynną służbę wojskową, przechodząc w stan spoczynku w stopniu pułkownika.

Jako pilot wylatał ponad 9000 godzin na 41 typach statków powietrznych i kosmicznych.

## Praca w NASA i kariera astronauty
- 1987 – po raz pierwszy próbował zostać astronautą. Był jednym ze 117. finalistów podczas naboru do 12. grupy astronautów NASA (NASA-12). Nie został jednak przyjęty.
- 17 stycznia 1990 – zakwalifikował się do 13. grupy astronautów NASA (NASA-13) jako kandydat na specjalistę misji.
- Podczas pracy w NASA pełnił różne funkcje: był szefem wydziału zabezpieczenia lotów (Flight Support Branch), kierował przygotowaniami przedstartowymi promów kosmicznych oraz pełnił funkcję koordynatora NASA (Director of Operations) w rosyjskim Centrum Wyszkolenia Kosmonautów im. J. Gagarina w Zwiozdnym gorodoku.
- W ramach trzech misji przebywał w kosmosie na pokładzie promów przez ponad 35 dni. Spędził ponad 13 godzin w otwartej przestrzeni kosmicznej podczas dwóch wyjść w czasie lotu STS-92.
- Był dowódcą 12. stałej załogi Międzynarodowej Stacji Kosmicznej (ISS), na pokład której udał się na statku Sojuz TMA-7 razem z Walerijem Tokariewem i amerykańskim „turystą kosmicznym” Gregorym Olsenem w październiku 2005.
- 2007 – 12 marca przestał być czynnym astronautą. Pozostał w NASA, pełniąc m.in. funkcję dyrektora ds. bezpieczeństwa i zaopatrzenia misji kosmicznych. Ma status astronauty-menedżera.

## Program Space Shuttle oraz ISS
- STS-58 (Columbia F-15)

W dniach 18 października – 1 listopada 1993 uczestniczył w wyprawie STS-58 jako specjalista misji (MS-2). Razem z nim w kosmos polecieli: John Blaha (dowódca), Richard A. Searfoss (pilot), Margaret Rhea Seddon (specjalista misji – MS-1), David Wolf (MS-3), Shannon Lucid (MS-4) oraz Martin Fettman (specjalista ładunku – PS-1). Podczas misji astronauci przeprowadzali eksperymenty medyczne, mające rozszerzyć wiedzę o fizjologii ludzi i zwierząt zarówno na Ziemi jak i w kosmosie. Ponadto wykonano szesnaście testów technicznych i utrzymywano łączność z radioamatorami na całym świecie. Po wykonaniu 225. okrążeń Ziemi wahadłowiec Columbia wylądował w bazie lotniczej Edwards w Kalifornii.
- STS-74 (Atlantis F-15)

W dniach 12–20 listopada 1995 brał udział w misji STS-74 w charakterze specjalisty (MS-3). Dowódcą wyprawy był Kenneth Cameron a pilotem James Halsell. Pozostałymi specjalistami misji byli: Kanadyjczyk Chris Hadfield (MS-1) oraz Jerry Ross (MS-2). Był to drugi lot, podczas którego amerykański wahadłowiec połączył się z kompleksem orbitalnym Mir. Załoga dostarczyła na pokład Mira ponad 1,5 tony ładunku, w tym zapasy żywności, tlenu i narzędzia naprawcze. Dostarczono również moduł cumowniczy DM (Docking Module). Ponadto wykonano eksperymenty z wykorzystaniem połączonych ze sobą stacji Mir i wahadłowca Atlantis.
Po wykonaniu 129. okrążeń Ziemi prom wylądował na Przylądku Canaveral.
- STS-92 Discovery F-28

W dniach 11–24 października 2000 był specjalistą misji (MS-2) podczas wyprawy STS-92, którą dowodził Brian Duffy. Udział w niej wzięli również: pilot – Pamela Melroy, specjaliści misji – Leroy Chiao (MS-1), Peter J.K. Wisoff (MS-3), astronauta japoński Kōichi Wakata (MS-4) oraz Michael Lopez-Alegria. Do połączenia ze stacją ISS doszło 14 października. Dzień później, 15 października,  McArthur oraz Chiao wyszli na zewnątrz stacji i przez ponad sześć godzin łączyli kablami energetycznymi i telemetrycznymi moduł Unity z kratownicą oznaczaną jako Z1, stanowiącą podstawę dla zestawu paneli słonecznych. 16 października Wisoff i Lopez-Alegria zainstalowali na Unity łącznik PMA-3 (Pressurized Mating Adapter 3). 17 października McArthur oraz Chiao po raz drugi wyszli w otwarty kosmos. Przez ponad sześć i pół godziny ponownie pracowali przy kratownicy Z1, instalując na jej powierzchni kontener ze sprzętem dla astronautów pracujących na zewnątrz stacji oraz konwertery przetwarzające do systemu stacji prąd uzyskiwany z paneli baterii słonecznych. 20 października Discovery odłączył się od Międzynarodowej Stacji Kosmicznej. 24 października, z dwudniowym opóźnieniem spowodowanym złą pogodą, po wykonaniu 202 okrążeń Ziemi wylądował w bazie Edwards.
- W marcu 2001 został wyznaczony do składu Ekspedycji 8 jako inżynier pokładowy. Razem z nim udział w misji mieli wziąć Michael Foale i Walerij Tokariew. Jednakże po katastrofie Columbii stałe załogi ISS zostały ograniczone do dwóch osób, wskutek czego przeformowano składy załóg przygotowujących się do kolejnych lotów.
- W lutym 2003 został nominowany dowódcą załogi rezerwowej ISS-8 oraz podstawowej ISS-9. W obu wypadkach jego partnerem był Walerij Tokariew. Lot ISS-9 miał odbyć się wiosną 2004, jednak w styczniu owego roku rosyjscy lekarze zgłosili zastrzeżenia odnośnie do stanu zdrowia McArthura i wycofali go ze składu załogi. Zastąpił go Leroy Chiao, który podjął treningi z Tokariewem.

- Sojuz TMA-7 (ISS-12)

28 stycznia 2005 po raz kolejny zmieniono składy załóg i McArthur wraz z Tokariewem zostali wyznaczeni do załogi rezerwowej ISS-10, a także podstawowej ISS-12.
Od maja 2005 dołączył do nich Gregory Olsen, który miał zostać trzecim „turystą kosmicznym” i po krótkim locie powrócić na Ziemię razem z członkami Ekspedycji 11. 14 września oficjalnie zatwierdzono skład załogi, która 1 października poleciała w kosmos na pokładzie statku kosmicznego Sojuz TMA-7. Start nastąpił godzinie 3:55 (GMT) z kosmodromu Bajkonur. 8 kwietnia 2006, po 189 dniach pobytu na orbicie McArthur powrócił na Ziemię.

## Odznaczenia i nagrody
- Master Army Aviator Wings
- Army Distinguished Service Medal
- Defense Superior Service Medal
- Defense Meritorious Service Medal – dwukrotnie
- Meritorious Service Medal – dwukrotnie
- Army Commendation Medal
- National Defense Service Medal – dwukrotnie
- Army Service Ribbon
- NASA Distinguished Service Medal
- NASA Outstanding Leadership Medal
- NASA Exceptional Service Medal
- NASA Space Flight Medal – czterokrotnie
- Order Świętego Michała nadany przez Army Aviation Association of America
  - Medal Srebrny
  - Medal Złoty
- Medal „Za zasługi w podboju kosmosu” (2011, Rosja)[1]
- Dyplom FAI im. Władimira M. Komarowa (1993, 2006)
- Nagroda Amerykańskiego Towarzystwa Astronautycznego „Za osiągnięcia lotnicze” (American Astronautical Society Flight Achievement Award) (1996)
- Doktorat honorowy University of Strathclyde w Glasgow
- Doktorat honorowy University of North Carolina w Pembroke
- Nagroda Akademii West Point dla Wybitnego Absolwenta (West Point Distinguished Graduate Award) (2011)
- Universal Astronaut Insignia za lot orbitalny (nr 302) – Stowarzyszenie Uczestników Lotów Kosmicznych (Association of Space Explorers(inne języki))[2]

## Wykaz lotów
| Loty kosmiczne, w których uczestniczył William S. McArthur                | Loty kosmiczne, w których uczestniczył William S. McArthur | Loty kosmiczne, w których uczestniczył William S. McArthur | Loty kosmiczne, w których uczestniczył William S. McArthur | Loty kosmiczne, w których uczestniczył William S. McArthur | Loty kosmiczne, w których uczestniczył William S. McArthur | Loty kosmiczne, w których uczestniczył William S. McArthur |
| Nr                                                                        | Data startu                                                | Data lądowania                                             | Statek kosmiczny                                           | Funkcja                                                    | Czas trwania                                               |                                                            |
| ------------------------------------------------------------------------- | ---------------------------------------------------------- | ---------------------------------------------------------- | ---------------------------------------------------------- | ---------------------------------------------------------- | ---------------------------------------------------------- | ---------------------------------------------------------- |
| 1                                                                         | 18 października 1993                                       | 1 listopada 1993                                           | STS-58 Columbia F-15                                       | Specjalista misji (MS-2)                                   | 14 dni 12 minut i 32 sekundy                               |                                                            |
| 2                                                                         | 12 listopada 1995                                          | 20 listopada 1995                                          | STS-74 Atlantis F-15                                       | Specjalista misji (MS-3)                                   | 8 dni 4 godziny 30 minut i 44 sekundy                      |                                                            |
| 3                                                                         | 11 października 2000                                       | 24 października 2000                                       | STS-92 Discovery F-28                                      | Specjalista misji (MS-2)                                   | 12 dni 21 godzin 42 minuty i 41 sekund                     |                                                            |
| 4                                                                         | 1 października 2005                                        | 8 kwietnia 2006                                            | Sojuz TMA-7                                                | Dowódca Ekspedycji 12 Inżynier pokładowy Sojuza TMA-7      | 189 dni 19 godzin 52 minuty i 21 sekund                    |                                                            |
| Łączny czas spędzony w kosmosie – 224 dni 22 godziny 18 minut i 18 sekund |                                                            |                                                            |                                                            |                                                            |                                                            |                                                            |